# Agrupación Astronómica de Madrid
La Agrupación Astronómica de Madrid es una asociación declarada de utilidad pública fundada en 1975. Su fundación fue avalada por el catedrático de Astronomía de la Universidad Complutense de Madrid (UCM) y el presidente de honor es su alteza Felipe de Borbón y Grecia. Su primer presidente fue Dr. Álvaro Giménez Cañete, actual director del Departamento de Ciencia del Espacio de la ESA.
A fecha de agosto de 2010, cuenta con 600 socios.

## Actividades principales
- Investigación Amateur
- Boletín (publicado desde 1975)
- Publicación de libros

## Hitos en su historia
- El Grupo M1 se formó en el año 1988 y tiene en su haber más de 85.000 observaciones de galaxias, también por parte de Francisco García Díaz descubrió la supernova más importante de los últimos 20 años en la galaxia M81 la supernova SN1993j. Se independizó de la AAM en el año 2000.
- En 1986 realizó una observación pública para más de 10 000 personas en el Planetario de Madrid del cometa 1P/Halley.
- En 1985 un grupo de socios de la AAM fundan la revista Tribuna de Astronomía, revista decana de la Astronomía en español.